# نادي سينيتسا
نادي سينيتسا (بالسلوفاكية: FK Senica)‏ نادي كرة قدم سلوفاكي مقره في مدينة سينيتسا يلعب في دوري السوبر السلوفاكي. تم تأسيس النادي في سنة 1921.

## معرض صور

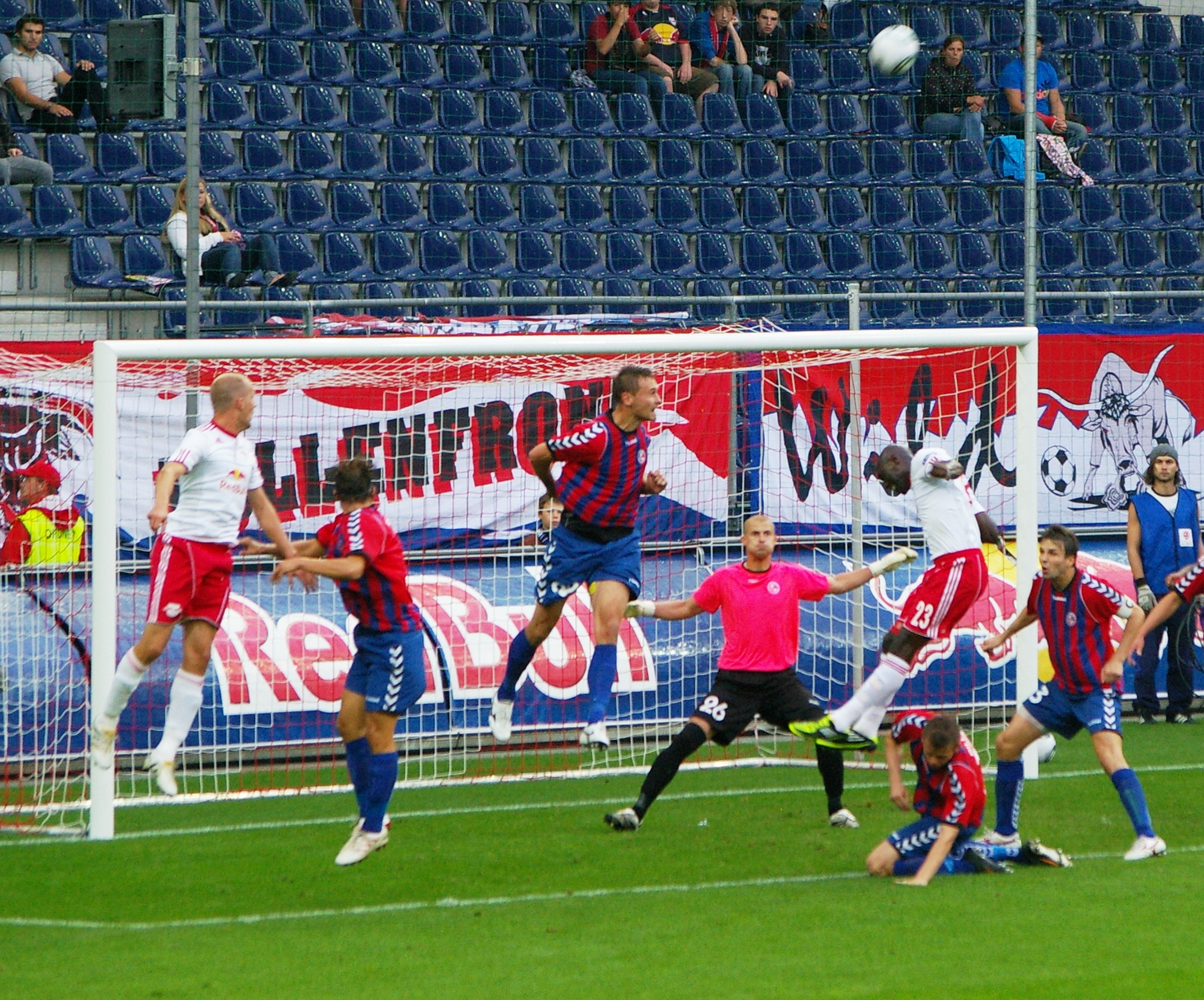
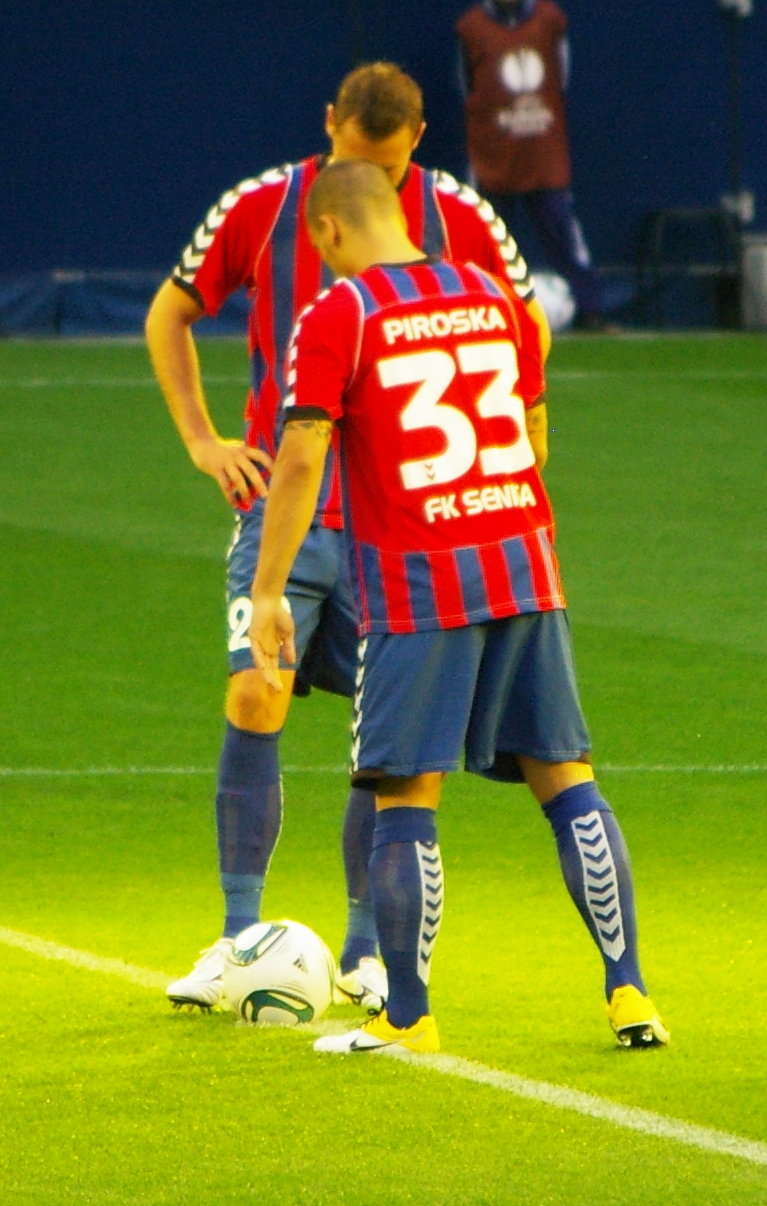
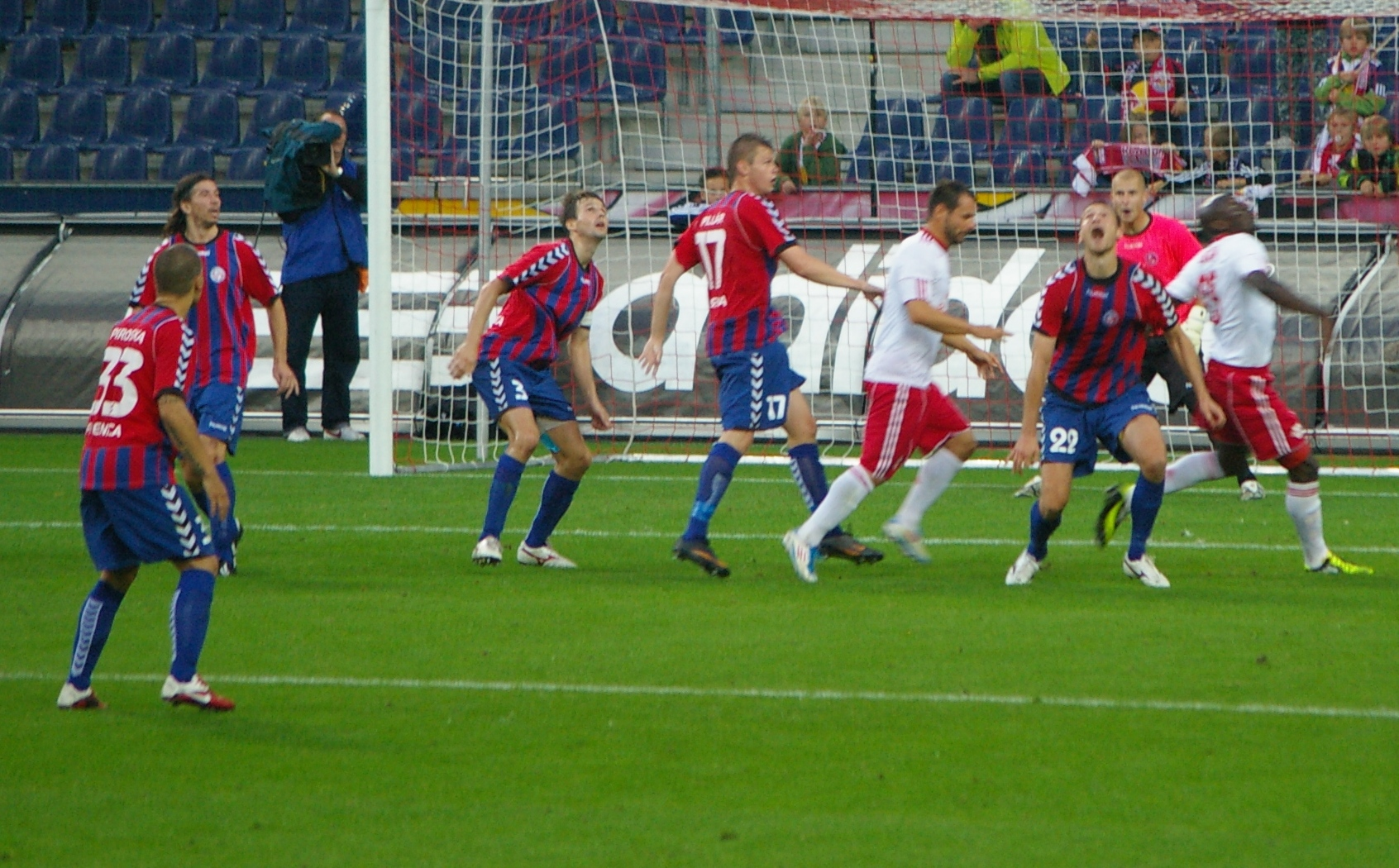

## وصلات خارجية
- الموقع الرسمي